# Wat Traimit
Chùa Phật Vàng hay Wat Traimit (wắt T-rai mít), tên đầy đủ là Wat Traimit Withayaram Worawihan (tiếng Thái: วัดไตรมิตรวิทยารามวรวิหาร, phiên âm: wắt T-rai-mít wí-thắ -da:-ram: wo:-rắ -wí- hản:), là một ngôi chùa nổi tiếng ở Bangkok, Thái Lan nhờ vẻ đẹp độc đáo, lịch sử của nó, và nhờ pho tượng Phật bằng vàng nguyên khối rất lớn. Chùa này tọa lạc ở cuối đường Yaowarat, gần ga Hualampong, thuộc quận Samphanthawong.

## Miêu tả

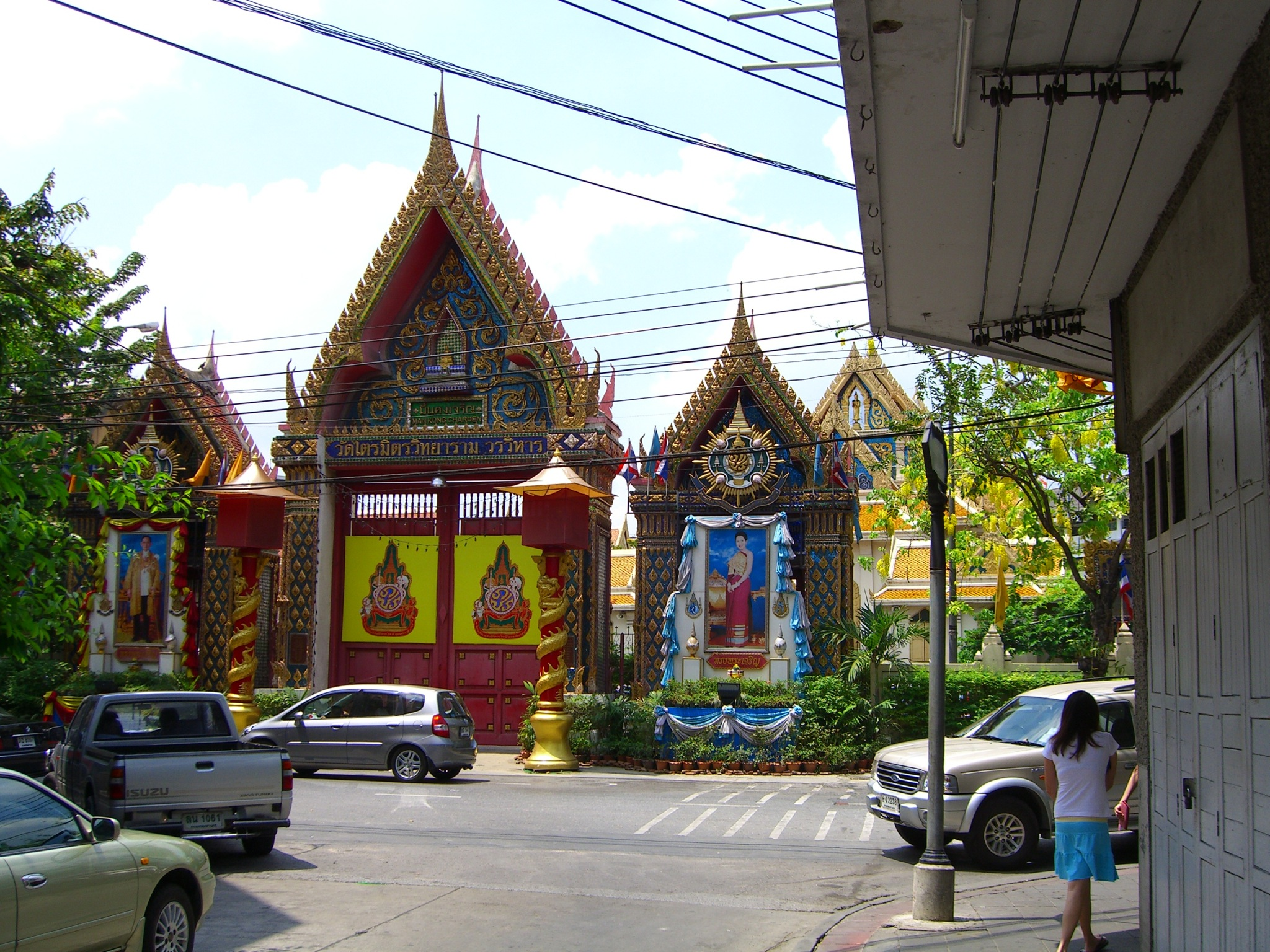
Cổng chùa Wat Traimit

Tượng Phật Vàng là bức tượng Phật ngồi cao 3 mét đúc bằng vàng khối, nặng 5,5 tấn. Người địa phương cho rằng bức tượng lớn nhất thế giới này biểu thị cho sự thịnh vượng và thuần khiết cũng như sức mạnh và quyền năng. Trong số tất cả những bức tượng Phật mà du khách có thể nhìn thấy ở Bangkok, từ tượng Phật Emerald tại Wat Phra đến tượng Phật nằm tại Wat Pho, thì tượng Phật Vàng là một trong những bức tượng xinh đẹp nhất. Tượng Phật Vàng đã giúp Wat Traimit trở thành một trong những điểm đến hàng đầu nằm trong lịch trình tham quan Bangkok của du khách.

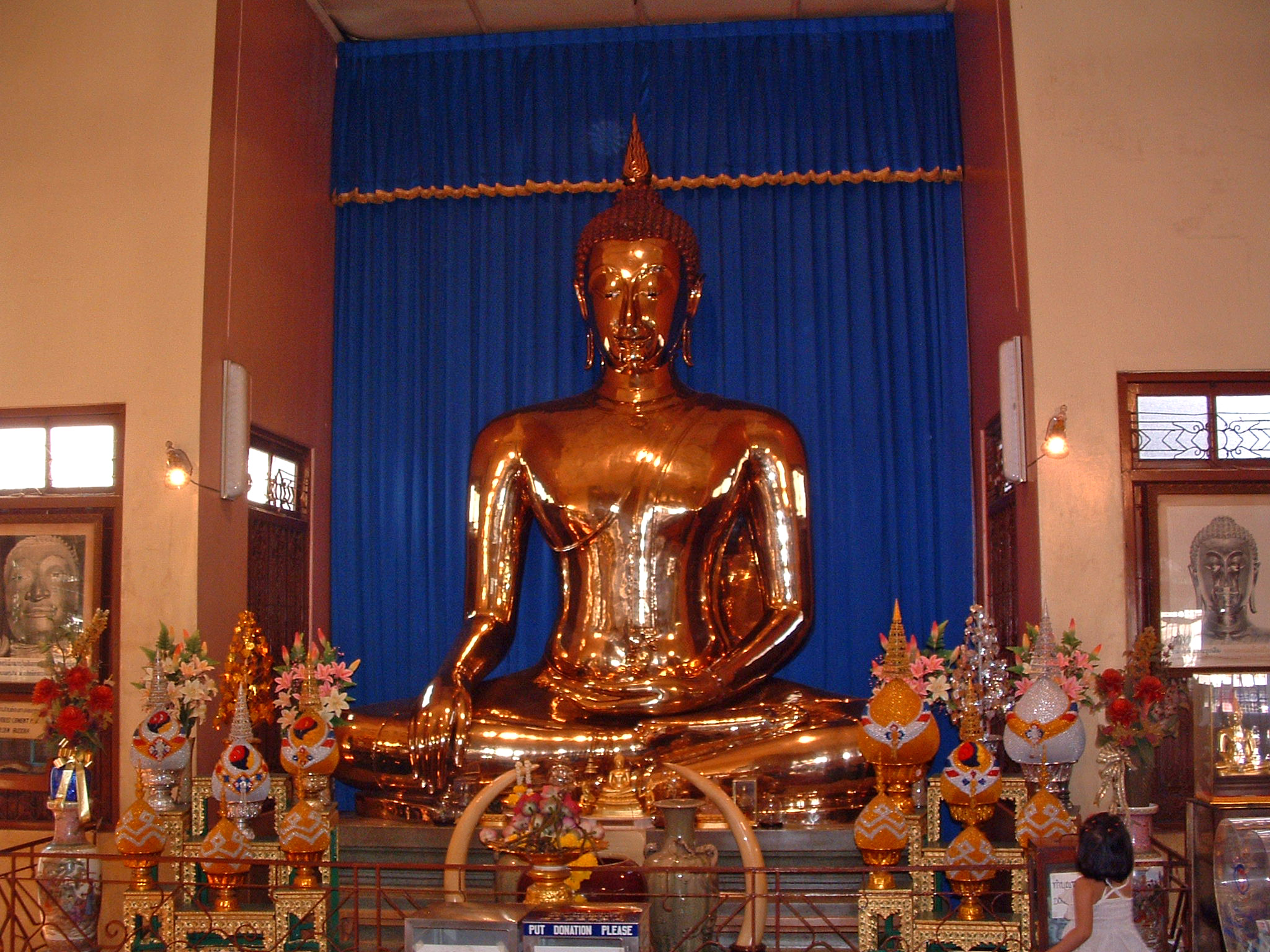
Tượng Phật Vàng trong chùa

Tượng Phật Vàng được xác định là làm trong thời đại Sukhothai (khoảng thế kỷ 13-15), một trong những giai đoạn nổi tiếng nhất của nghệ thuật kiến trúc Phật giáo của Thái Lan, đặt trong một ngôi chùa ở thủ đô cổ Ayutthaya (cách Bangkok về phía Bắc khoảng 1 giờ đồng hồ đi xe). Khi quân Miến Điện cướp phá thủ đô, để tránh sự xâm hại của quân xâm lược, tượng được phủ một lớp bê tông và được giữ bí mật tuyệt đối vì những người chịu trách nhiệm ngụy trang bức tượng này bị giết ngay sau khi hoàn tất công việc. Sau đó, tượng được đóng thùng chuyển đến Bangkok và đặt tại chính điện của chùa Choti-Naram (là Wat Phrayakrai hiện nay) dưới thời vua Rama III (1824 - 1851). Năm 1931, ngôi chùa này bị bỏ hoang và bức tượng phủ bê tông này được chuyển đến một nơi tạm thời và chẳng mấy ai quan tâm trong suốt hai thế kỷ. Thập niên 1950, khi di chuyển đến một ngôi chùa mới ở Bangkok, tượng bị tuột khỏi cần cẩu, rơi xuống hố bùn. Cũng chẳng ai buồn trục tượng lên. Người dân địa phương kể rằng có một nhà sư được đức Phật báo mộng nên đi tìm và kéo được tượng lên. Qua một vết nứt, nhà sư thấy một tia sáng màu vàng lóe lên và Phật Vàng được "tái sinh". Kể từ đó, bức tượng Phật bằng vàng trở thành điểm đến không thể bỏ sót trong lộ trình tham quan Bangkok của mọi du khách. Chùa Phật Vàng rất thuận tiện cho việc thiết kế chương trình tua vòng quanh thủ đô Bangkok, vì du khách có thể đến nơi đây bằng hệ thống xe điện ngầm hay cáp treo.

## Giờ tham quan
Chùa Phật Vàng mở cửa đón khách từ 9 giờ sáng đến 5 giờ chiều với giá vé 40 baht/khách. Nhưng thời điểm lý tưởng nhất để du khách đến tham quan chùa là vào sáng sớm, là lúc ít người, dễ dàng trong việc chụp ảnh bức tượng đặt ở một gian chánh điện chật hẹp. Chùa Phật Vàng là một trong số ít ngôi chùa ở Bangkok cho phép du khách được đến gần một kiệt tác Phật quan trọng này. Từ đây, du khách có thể đi bộ đến khu người Hoa, một trong những điểm đến khác trong chương trình tham quan thủ đô Bangkok.